# Mauricio Cardoso Ocampo
Mauricio Cardozo Ocampo (Ybycuí, Paraguai, 14 de maio de 1907 - Buenos Aires, 5 de maio de 1982) foi um músico paraguaio. É reconhecido principalmente pela autoria da canção "Galopeira".

## Biografia
Mauricio Cardozo Ocampo foi um dos cinco filhos de Crescencia Cardozo Caballero e Clemente Ocampo. Realizou seus estudos no povoado onde nasceu e ali também se iniciou na música (primeiramente no violão e flauta). Como compositor, costumava descrever as paisagens e costumes do povo paraguaio.
Na Guerra do Chaco, atuou como voluntário na arrecadação de fundos para a Cruz Vermelha Paraguaia.